# Попов, Николай Васильевич (полный кавалер ордена Славы)
Николай Васильевич Попов (8 июня 1924, Тамбовская губерния — 21 января 1998, Тамбов) — полный кавалер Ордена Славы, участник Великой Отечественной войны, командир 76-мм орудия 43-го отдельного гвардейского истребительно-противотанкового дивизиона 39-й гвардейской стрелковой дивизии, гвардии старший сержант.

## Биография
Родился 8 июня 1924 года в селе Чащино (ныне — Мучкапского района Тамбовской области) в семье крестьянина. Русский. Член ВКП(б) с 1945 года. Окончил среднюю школу.
В РККА — с 1942 года. На фронте в Великую Отечественную войну — с июня 1944 года.
Наводчик 76-мм орудия 43-го отдельного гвардейского истребительно-противотанкового дивизиона 39-й гвардейской стрелковой дивизии (8-я гвардейская армия) гвардии старший сержант Н. В. Попов 1 августа 1944 года, в бою при форсировании реки Висла южнее города Магнушев (Польша), уничтожил из своего орудия около 10 гитлеровцев, подавил огонь пулемёта, разбил дзот и блиндаж. 7 августа 1944 года награждён орденом Славы 3-й степени.
При отражении контратаки противника в районе населенного пункта Нова-Воля на левом берегу реки Висла (Польша) 5 августа 1944 года с расчётом подбил танк, вывел из строя 2 самоходных орудия, до 15 солдат и офицеров врага. 9 января 1945 года награждён орденом Славы 2-й степени.
Командир 76-мм орудия Н. В. Попов в уличных боях в Берлине 30 апреля 1945 года уничтожил со своими подчиненными свыше 15 гитлеровцев, подавил 7 пулеметных гнезд, вывел из строя противотанковое орудие. Был ранен, но поля боя не покинул. 15 мая 1946 года награждён орденом Славы 1-й степени.
В 1945 году демобилизован. Жил в Тамбове. В 1951 году окончил педагогический институт. Работал в областном отделении педагогического общества.
 Участник парада Победы 1995 года.

Умер 21 января 1998 года.

## Награды
- Орден Октябрьской Революции.
- Орден Отечественной войны I степени. Указ Президиума Верховного Совета СССР от 11 марта 1985 года.
- Орден Славы I степени. Указ Президиума Верховного Совета СССР от 15 мая 1946 года.
- Орден Славы II степени. Приказ Военного совета 8 гвардейской армии № 447/н от 9 января 1945 года.
- Орден Славы III степени. Приказ командира 39 гвардейской стрелковой дивизии № 77/н от 7 августа 1944 года.
- Медаль «За победу над Германией в Великой Отечественной войне 1941—1945 гг.». Указ Президиума Верховного Совета СССР от 9 мая 1945 года.
- Медаль «За взятие Берлина». Указ Президиума Верховного Совета СССР от 9 июня 1945 года.
- Медаль «За трудовую доблесть».
- Медаль «Ветеран труда».
- Другие медали СССР.